# Parviz Farrokhi
 Parviz Farrokhi (Bandar Torkaman, 10 de setembro de 1968) é um voleibolista de praia iraniano. medalhista de ouro na edição do Campeonato Asiático de Vôlei de Praia de 2011 e semifinalista na edição de 2012.

## Carreira
na temporada de 2010 formou dupla com Aghmohammad Salagh e participaram da etapa Challenger do Circuito Mundial realizado em Chennai, ocasião que finalizaram na quinta colocação, juntos  disputaram a edição do Campeonato Asiático de Vôlei de Praia de 2011 realizado em Haikou ocasião da conquista da medalha de ouro, sendo semifinalistas na edição de 2012 em Haikou, resutçando na quarta posição final e a nona posição na edição do ano de 2014 em Jinjiang.
Com referido parceiro disputou o Circuito Asiático de Vôlei de Praia de 2014 finalizando na sétima posição no Aberto de Songkhla e o quinto posto Khanom.Novamente com a mesma parceria, disputou o Circuito Mundial de 2016 finalizando na trigésima terceira posição no Aberto de Kish.
No início da temporada do Circuito Mundial de 2019, iniciado em 2018, competiu ao lado de Behnam Tavakoli na conquista da quinta colocação final no Aberto de Bandar Torkaman, categoria uma estrela.

## Títulos e resultados
- Campeonato Asiático:2014[3]